# Lismer
Lismer è un documentario cortometraggio del 1952 diretto da Allan Wargon e basato sulla vita del pittore canadese Arthur Lismer.